# Cage Rage Championships
O Cage Rage Championships ou simplesmente Cage Rage é um evento de artes marciais mistas (MMA) do Reino Unido criado no dia 7 de setembro de 2002. Em 2007 foi vendido para o ProElite, que é dona do EliteXC e outros eventos de MMA.
Atualmente além do Cage Rage, existe o Cage Rage Contenders que é um evento que serve para descobrir novos talentos para o evento mãe.

## Campeões do Cage Rage
| Categoria                     | Campeão britânico | Evento       | Campeão mundial  | Evento       |
| ----------------------------- | ----------------- | ------------ | ---------------- | ------------ |
| Mais de 93 kg (heavyweight)   | Mustapha Al Turk  | Cage Rage 27 | Antônio Pezão    | Cage Rage 12 |
| Até 93 kg (light heavyweight) | Ian Freeman       | Cage Rage 26 | Vitor Belfort    | Cage Rage 23 |
| Até 84 kg (middleweight)      | Matt Ewin         | Cage Rage 19 | Anderson Silva   | Cage Rage 8  |
| Até 77 kg (welterweight)      | Che Mills         | Cage Rage 26 | Paul Daley       | Cage Rage 23 |
| Até 70 kg (lightweight)       | Abdul Mohammed    | Cage Rage 13 | Vitor Ribeiro    | Cage Rage 13 |
| Até 66 kg (featherweight)     | Robbie Olivier    | Cage Rage 18 | Masakazu Imanari | Cage Rage 20 |